# Fazıl Ahmet Köprülü
 (novembre 2019).
Si vous disposez d'ouvrages ou d'articles de référence ou si vous connaissez des sites web de qualité traitant du thème abordé ici, merci de compléter l'article en donnant les références utiles à sa vérifiabilité et en les liant à la section « Notes et références ».
Köprülüzade Fazıl Ahmed Pacha, né en 1635 à Vezirköprü (Empire ottoman) et mort le 3 novembre 1676 près de Constantinople (Empire ottoman), est un homme d'État ottoman, grand vizir du sultan Mehmed IV de 1661 à 1676. 
Figure majeure de l'ère des Köprülü, il conquiert la Crète, Uyvar et la Podolie pour le compte de l'Empire ottoman qu'il porte à son apogée territorial. 

## Biographie
Originaire de Vélès. Il est marié à la sœur du sultan, dont il a deux filles. Fils et successeur de l’implacable Mehmet Köprülü, Fâzıl Ahmet Pacha est le plus jeune grand-vizir de l’histoire de l'Empire ottoman. À 26 ans, il prend la direction de l’Empire et gouverne avec la même insistance que son père. Bien qu’étant moins brutal que lui, il ré-instaure l’autorité du Sultan dans tout l’Empire qui atteint son apogée sous sa conduite. Il dirige personnellement les armées qui participent à de nombreuses campagnes militaires.
Si celle de 1663 en Hongrie n’est qu’une suite de succès, celle de 1664 et sa défaite personnelle à la bataille de Saint-Gothard sur les rives de la Raab face à Raimondo Montecuccoli, montre les limites de l’armée ottomane dont le contrôle semble lui avoir échappé durant la bataille. Durant cette campagne ses troupes sont également battues à la bataille de Leva (Slovaquie). Ses défaites en Hongrie sont compensées par une paix avantageuse rapidement signée à Vasvár quelques jours plus tard.
Cela lui permet de se consacrer au siège de Candie (Héraklion) qui dure depuis 1648 et a épuisé les ressources des Ottomans comme celles des Vénitiens. La place tombe enfin en 1669. C’est le dernier succès important des Ottomans qui a un grand retentissement en Europe occidentale.
Dans les années 1672-1673, il mène plusieurs campagnes victorieuses contre la Pologne-Lituanie et s'empare de la Podolie qu'il érige en province de l'Empire avec Köstendili Koca Halil Pacha à sa tête.
Revenu de l'expédition contre la Pologne dans un piteux état, il est dans l'incapacité de présider le divan et est remplacé par son demi-frère Kara Mustafa. Il meurt d'hydropisie deux semaines plus tard sur la route entre Edirne et Constantinople. Comme ses prédécesseurs, Fazıl Ahmet Pacha ne s'attaqua pas aux puissants et dangereux groupes d’influence qu’étaient le harem et les janissaires. Il basa sa politique de redressement de l’Empire sur des conquêtes et des actions militaires plus que sur les réformes des institutions et des structures sclérosées de l’Empire.
Kara Mustafa poursuit cette politique qui montre toutes ses limites devant les murs de Vienne en 1683. Les Köprülü qui avaient, tant bien que mal, tenté de sortir l'Empire ottoman de sa période de stagnation (en) (en turc : Duraklama dönemi) finissent par le plonger dans le déclin (en turc : Gerileme).

## Signification
La seule fois dans l'histoire de l'Empire ottoman où un fils hérite de son père comme grand vizir.
Pendant son règne (lorsque le classicisme a prospéré dans le contexte de l'alliance franco-ottomane en France), l'Empire ottoman a atteint sa plus grande expansion territoriale. Son pouvoir est marqué par plusieurs événements mémorables - Sabbataï Tsevi, qui s'est déclaré messie, nie le judaïsme et adopte l'islam. Au-dessus de sa tête, l'épée d'Osman dans le palais d'Edirne.
Il termine le siège de Candie, le plus long de toute l'histoire militaire. En apprenant la victoire, le sultan Mehmed IV fond en larmes sur la côte égéenne en Thessalie. Pendant son temps, un devchirmé a été recueilli pour la dernière fois. 
Il connecte avec les jésuites une congrégation orthodoxe universelle sur le Saint-Sépulcre. Le Concile de Jérusalem (1672) condamne le calvinisme et généralement le protestantisme.
Son temps est également recréé dans l'art. Dans le roman bulgare Les cent frères de Manol, dont l'adaptation a été proclamée par les Bulgares comme le meilleur long métrage bulgare de l'histoire. Son frère de sa femme est le destinataire de la lettre des Cosaques zaporogues écrivant une lettre au sultan de Turquie.